# Ketuan Jaya
Ketuan Jaya is een bestuurslaag in het regentschap Musi Rawas van de provincie Zuid-Sumatra, Indonesië. Ketuan Jaya telt 1940 inwoners (volkstelling 2010).